# Les històries del conillet Taotao
Les històries del conillet Taotao (xinès simplificat: 小兔淘淘的故事, pinyin: Xiǎo tù Táotáo de gùshì) és una sèrie de pel·lícules de cinema xinesa.
Es tracta de quatre curtmetratges d'animació dirigits tots ells per Lin Wenxiao. Està compost per les pel·lícules Xue Haizi (1980), Huisheng (1982), Bupa leng de dayi (1986) i Tornar a comprar entrades (1988).